# Stade de Marrakech
 (avril 2025).
Le stade de Marrakech (en arabe : ملعب مراكش) est un stade de football et d'athlétisme situé à Marrakech au Maroc d'une capacité de 45 240 places.

## Histoire

### Construction
Les travaux de construction du stade ont débuté en septembre 2003. Il est inauguré le 5 janvier 2011 avec deux rencontres internationales regroupant deux clubs marocains : le Wydad Athletic Club (Champion du Maroc), et le Kawkab de Marrakech et deux clubs  français : l'Olympique lyonnais et le Paris Saint-Germain.

### Ouverture
- 5 janvier 2011
  -  KAC Marrakech 0-0  Olympique lyonnais
  -  Wydad AC 1-1  Paris SG

### Premier but
Le premier but marqué dans l'histoire du stade est celui du Wydad AC, réalisé par Mouhcine Iajour dans les filets du PSG.

### Critiques
Le public sportif de Marrakech a critiqué la conception du stade du fait de l'éloignement des tribunes de la pelouse du stade par l'aménagement des pistes d'athlétisme, ce qui rend le spectacle moins attrayant.

### Accessibilité au stade
Le stade se trouve à onze kilomètres au nord de Marrakech. Il est desservi par l'aéroport international Marrakech - Menara, à quatorze kilomètres, et la gare ferroviaire de la ville. L'accès au terrain est assuré par seize portes et une entrée d'honneur.

## Caractéristiques
Érigé sur une superficie totale de 58 ha, le stade a une capacité globale de 45 240 places dont 36 300 couvertes, 200 places pour la tribune royale, 600 pour la tribune d'honneur, 1 130 pour les médias, 700 pour les handicapés et 42 610 places destinées au public. 
En plus du stade principal, il y a également un stade annexe doté d’une aire d’athlétisme de six couloirs. Sa capacité totale est de 5 000 places. Le stade dispose également d'une salle médias (de 1 000 m2), d'un centre de premiers soins, une infirmerie et d'un parking d'une capacité de 7 500 places. 
Une enveloppe budgétaire d'un milliard de MAD (environ 90 millions d'euros) a été affectée pour la construction du stade. Répondant aux normes internationales de pratique de football ou d'athlétisme de haut niveau, le stade de Marrakech est en mesure d'accueillir des compétitions nationales et internationales.

## Événements footbalistique

### Matchs d'Ouverture
- Wydad Athletic Club 1 - 1  Paris Saint-Germain, le 5 janvier 2011
- Kawkab de Marrakech 0 - 0  Olympique Lyonnais, le 5 janvier 2011

### Matchs amicaux
- Maroc 3 - 0  Niger, le 9 février 2011
- Maroc 1 - 1  Botswana, le 31 mars 2011
- Maroc 0 - 1  Sénégal, le 25 mai 2012
- Maroc 2 - 1  Mali, le 6 mars 2013
- Maroc 1 - 1  Gabon, le 5 mars 2014
- Maroc 3 - 0  Libye, le 8 septembre 2014
- Maroc 4 - 0  République centrafricaine, le 9 octobre 2014
- Maroc 3 - 0  Kenya, le 14 octobre 2014
- Maroc 0 - 2  Côte d'Ivoire, le 9 octobre 2015
- Maroc 4 - 0  Canada, le 11 octobre 2016
- Maroc 2 - 1  Togo, le 15 novembre 2016
- Maroc 2 - 0  Burkina Faso, le 24 mars 2017
- Maroc 1 - 0  Tunisie, le 28 mars 2017
- Maroc 0 - 1  Gambie, le 12 juin 2019

### Qualifications pour laCoupe d'Afrique des nations de football 2012
- Maroc 4 - 0  Algérie, le 4 juin 2011
- Maroc 3 - 1  Tanzanie, le 9 octobre 2011

### LG Cup 2011
- Cameroun 3 - 1  Soudan, le 11 novembre 2011
- Maroc 0 - 1  Ouganda, le 11 novembre 2011
- Soudan 0 - 0  Ouganda, le 13 novembre 2011
- Maroc 1 - 1 (a.p), 2 - 4 (t.a.b)  Cameroun, le 13 novembre 2011

Vainqueur :  Cameroun

### Qualifications pour laCoupe du monde de football 2014
- Maroc 2 - 2  Côte d'Ivoire, le 9 juin 2012
- Maroc 2 - 1  Tanzanie, le 7 juin 2013
- Maroc 2 - 0  Gambie, le 14 juin 2013

### Qualifications pour la Coupe d'Afrique des nations de football 2013
- Maroc 4 - 0  Mozambique, le 13 octobre 2012

### Coupe du monde des clubs de la FIFA 2013
- CF Monterrey 5 - 1  Al Ahly, match pour la cinquième place le 18 décembre 2013
- Raja Casablanca 3 - 1  Atlético Mineiro, match de demi-finale le 18 décembre 2013
- Atlético Mineiro 3 - 2  Guangzhou Evergrande, match pour la troisième place le 21 décembre 2013
- Raja Casablanca 0 - 2  Bayern Munich, Finale le 21 décembre 2013

Vainqueur :  Bayern Munich

### Coupe du monde des clubs de la FIFA 2014
- CD Cruz Azul 0 - 4  Real Madrid CF, match de demi-finale le 16 décembre 2014
- ES Sétif 5 - 4 (Tirs au but)  Western Sydney Wanderers, match pour la cinquième place le 17 décembre 2014
- CA San Lorenzo 2 - 1 (a.p.)  Auckland City FC, match de demi-finale le 17 décembre 2014
- CD Cruz Azul 2 - 4 (Tirs au but)  Auckland City FC, match pour la troisième place le 20 décembre 2014
- Real Madrid CF 2 - 0  CA San Lorenzo, Finale le 20 décembre 2014

Vainqueur :  Real Madrid CF

### Qualification à la Coupe d'Afrique des nations de football 2017
- Maroc 2 - 0  Cap-Vert, le 29 mars 2016

### Qualifications pour laCoupe du monde de football 2018
- Maroc 0 - 0  Côte d'Ivoire, le 12 novembre 2016

### Championnat d'Afrique des nations de football 2018
- Côte d'Ivoire 0 - 1  Namibie, match de poule le 14 janvier 2018
- Zambie 3 - 1  Ouganda, match de poule le 14 janvier 2018
- Côte d'Ivoire 0 - 2  Zambie, match de poule le 18 janvier 2018
- Ouganda 0 - 1  Namibie, match de poule le 18 janvier 2018
- Mauritanie 0 - 1  Guinée, match de poule le 21 janvier 2018
- Ouganda 0 - 0  Côte d'Ivoire, match de poule le 22 janvier 2018
- Zambie 0 - 1  Soudan, match de quart de finale le 27 janvier 2018
- Soudan 0 - 1  Nigeria, match de demi-finale le 31 janvier 2018
- Libye 1 - 1 (a.p), 2 - 4 (t.a.b)  Soudan, match pour la troisième place le 3 février 2018

Vainqueur :  Maroc

### Tournoi pré-olympique féminin de la CAF 2024
- Namibie 0 - 2  Maroc, match aller du 2e tour, le 26 octobre 2023